# José María de Cossío
 (janvier 2021).
Si vous disposez d'ouvrages ou d'articles de référence ou si vous connaissez des sites web de qualité traitant du thème abordé ici, merci de compléter l'article en donnant les références utiles à sa vérifiabilité et en les liant à la section « Notes et références ».
José María de Cossío y Martínez Fortún (Valladolid, 25 mars 1892 - Valladolid, 24 octobre 1977) est un écrivain espagnol, auteur notamment du Cossío (Los Toros, tratado técnico e histórico), monumental traité sur la tauromachie considéré comme la Bible du toro. Il est d'autre part membre de l'Académie royale espagnole. 

## Œuvres principales
- 1931 : Los toros en la poesía castellana. Estudio y antología. Premio Fastenrath de la Real Academia Española.
- 1934 : La obra literaria de Pereda, su historia y su crítica
- 1936 :  Correspondencias literarias del siglo XIX en la Biblioteca Menéndez y Pelayo
- 1936 : Poesía Española Notas de asedio
- 1939 : Siglo XVII
- 1942 : El romanticismo a la vista. Notas y estudios de crítica literaria. Tres estudios. La poesía de Don Alberto Lista. Don Alberto Lista, crítico teatral de «El Censor». Noticias de don Manuel de la Cuesta
- 1943-61: Los Toros, tratado técnico e histórico
- 1948 : Lope, personaje de sus obras
- 1952 : Fábulas mitológicas de España
- 1954 : La obra literaria de Pereda
- 1960 : Cincuenta años de poesía española (1850-1900), 2 vols.
- 1973 : Estudio sobre escritores montañeses